# Willie Doherty
 (avril 2023).
Si vous disposez d'ouvrages ou d'articles de référence ou si vous connaissez des sites web de qualité traitant du thème abordé ici, merci de compléter l'article en donnant les références utiles à sa vérifiabilité et en les liant à la section « Notes et références ».
Pour les articles homonymes, voir Doherty.
Willie Doherty (né en 1959) est un artiste d’Irlande du Nord, qui a principalement travaillé dans la photographie et la vidéo. Il a été nommé deux fois au prix Turner.
Doherty est né à Derry, en Irlande du Nord, et de 1978 à 1981, il a étudié à l’Ulster Polytechnic à Belfast. Enfant, il a été témoin du Bloody Sunday à Derry, et beaucoup de ses œuvres traitent de ces troubles. 